# 46-os busz (Ózd)
Az ózdi 46-os jelzésű autóbuszvonal Tábla, az Autóbusz-állomás, Hódoscsépány és Somsály között húzódott, amelyet a MÁV Személyszállítási Zrt. üzemeltetett.

## Története
A 46-os helyijárat a Volánbusz Zrt. 2022-es vonalhálózati átszervezésében alakult, mely Ózdnak kettő településrésze, Tábla és Somsály között húzódott, közben Velencetelepet, az ózdi vasútállomást és Hódoscsépányt érintve, illetve kitérést téve a helyi buszállomásra.
A MÁV Személyszállítási Zrt. a 2025. június 21-ei menetrendbeli-változásaival kettébontotta a buszvonalat egy 4-es és egy 6-os járatra.

## Útvonala
| Új köztemető – Somsály | Ellentétes irányban nem közlekedett. |
| --- | ------------------------------------ |
| Új köztemető ➝ Rozsnyói út ➝ Kőalja út ➝ Petőfi Sándor út ➝ Velencetelep ➝ Volny József út ➝ Jászi Oszkár út ➝ Munkás út ➝ Autóbusz-állomás ➝ Munkás út ➝ Vasvár út ➝ Csépány út ➝ Deák út ➝ Somsályi út ➝ Akna utca ➝ Somsály, autóbusz-forduló | Ellentétes irányban nem közlekedett. |

## Közlekedése
Az autóbuszjárat csak tanítási napokon közlekedett reggelente, egy irányban.
A 2022-ben bevezetett számozási rendszer értelmében a 46-os jelzés a központ és Tábla közötti 4-es és a központ és Somsály közötti 6-os buszok összevont járatát jelölte, a 46-osok helyett ezen járatok vehetőek igénybe.
| Viszonylat                         | Indításszám | Közlekedési rend |
| ---------------------------------- | ----------- | ---------------- |
| Új köztemető ➝ Somsály, aut. ford. | 1 oda       | tanítási napokon |

## Megállóhelyei
| 0  | Új köztemető végállomás              | 0.0 km  | 0  | 4, 47, 74 4104 |
| 1  | Móricz Zsigmond utca                 | 0.5 km  | 2  | 4, 47, 74 4104, 4140, 4145 |
| 2  | Ózd alsó megállóhely                 | 1.0 km  | 4  | 4, 47, 74 1369, 1384, 1410, 1411 3770, 3773, 4104, 4140, 4145 személyvonat – Ózd alsó (92) |
| 3  | Kőalja út 140.                       | 1.52 km | 5  | 4, 47, 74 4104 |
| 4  | Kossuth Lajos utca                   | 2.0 km  | 7  | 4, 47, 74 4104 |
| 5  | Kőalja út 62.                        | 2.4 km  | 9  | 4, 47, 74 4104 |
| 6  | Velence Étterem                      | 2.9 km  | 10 | 4, 7, 47, 74, 76, 78 4104 |
| 7  | Vasútállomás                         | 3.5 km  | 12 | 4, 7, 8, 12, 21, 47, 68, 74, 76, 78 1369, 1384, 1410, 1411 3770, 3773, 4104, 4140, 4145 személyvonat – Ózd (92) |
| 8  | Gyujtó tér                           | 4.4 km  | 14 | 2, 2A, 4, 6, 7, 8, 12, 20, 20A, 21, 23, 26, 47, 63, 68, 74, 76, 78 4102 |
| 9  | Autóbusz-állomás                     | 4.7 km  | 18 | 1, 2, 2A, 3, 4, 6, 7, 8, 12, 20A, 21, 23, 26, 47, 68, 74, 76, 78 1031, 1034, 1051, 1369, 1384, 1411 3410, 3770, 3773, 4101, 4102, 4104, 4140, 4145, 4147, 4148, 4150, 4151, 4153, 4155, 4157, 4158, 4160, 4161, 4180, 4185, 4186 |
| 10 | Gyujtó tér                           | 5.2 km  | 19 | 2, 2A, 4, 6, 7, 8, 12, 20, 20A, 21, 23, 26, 47, 63, 68, 74, 76, 78 4102 |
| 11 | Városháztér                          | 5.8 km  | 21 | 2, 2A, 6, 12, 20, 20A, 21, 23, 26, 63, 68, 76 1369, 1384 3770, 4102, 4180, 4185, 4186 |
| 12 | Bolyki elágazás                      | 6.4 km  | 22 | 2, 2A, 6, 12, 20, 20A, 21, 23, 26, 63, 68, 76 1031, 1034, 1051, 1369, 1384 3770, 4102, 4180, 4185, 4186 |
| 13 | Béke szálló                          | 6.9 km  | 23 | 6, 26, 63, 68, 76 3770, 4180, 4185 |
| 14 | Lam út                               | 7.2 km  | 24 | 6, 26, 63, 68, 76 |
| 15 | Hódoscsépány, élelmiszerbolt         | 7.9 km  | 26 | 6, 26, 63, 68, 76 1031, 1034, 1051, 1384 3770, 4180, 4185 |
| 16 | Somsályi elágazás                    | 8.9 km  | 28 | 6, 26, 63, 68, 76 1031, 1034, 1051 3770, 4180, 4185 |
| 17 | Hódoscsépány, Deák Ferenc út 108.    | 9.8 km  | 30 | 6, 26, 63, 68, 76 |
| 18 | Somsály, Erzsébet-telep              | 10.5 km | 32 | 6, 26, 63, 68, 76 |
| 19 | Somsály, Akna utca 10.               | 11.2 km | 33 | 6, 26, 63, 68, 76 |
| 20 | Somsály, Vörösmarty utca             | 11.7 km | 34 | 6, 26, 63, 68, 76 |
| 21 | Somsály, autóbusz-forduló végállomás | 12.4 km | 35 | 6, 63, 68, 76 |